# Teofila
Teofila – żeński odpowiednik imienia Teofil. Oznacza „miłującą Boga”. Za odpowiedniki znaczeniowe uznaje się m.in. imiona Bogumiła i Amadea.
Teofila imieniny obchodzi 28 grudnia.
Znane osoby o tym imieniu:
- święta Teofila z Nikomedii – męczennica, wspomnienie 28 grudnia;
- Teofila Chmielecka – wojewodzina kijowska, „wilczyca kresowa”;
- Teofila Działyńska;
- Teofila Bogumiła Glińska – poetka;
- Teofila Strzeżysława z Jabłonowskich Sapieha.
- Teofila Żołopińska – aktorka i śpiewaczka